# (Z)-β-Аминоакролеин
(Z)‐β‐Аминоакролеин ((Z)-3-аминопропен-2-аль) — органическое соединение, ненасыщенный альдегид

## Получение
Реагент неустойчив, поэтому его целесообразно получать непосредственно перед использованием. Описаны различные подходы к его получению:
- реакция аммиака с пропаргиловым альдегидом в присутствии этанола;
- синтез на основе 1,1,3,3-тетраэтоксипропана;
- частичное гидрирование изоксазола на никеле Ренея[1].

Для очистки соединение кристаллизуют из смеси хлороформа и петролейного эфира (1:1). В течение нескольких дней его можно хранить при 0 °С в тёмном месте. Повторную очистку можно провести сублимацией.

## Строение и физические свойства
Протонный ЯМР-спектр в тяжёлой воде имеет три сигнала при 5,41, 7,50 и 8,70 м. д.

## Химические свойства
Типичным применением (Z)‐β‐аминоакролеина является синтез 2,3-дизамещённых пиридинов.